# Yorik
Yorik ist ein von Eddy Paape im realistischen Stil gezeichneter frankobelgischer Comic.
Die Abenteuer des Freibeuters Yorik erschienen erstmals 1971 in der belgischen und französischen Ausgabe von Tintin sowie in der niederländischen Version Kuifje. André-Paul Duchâteau setzte den Titelhelden kapitelweise in Szene. Zudem kamen taschenbuchformatige Kurzgeschichten und ein illustrierter Kurzroman in Tintin Sélection heraus. Lombard begann 1975 in der Reihe Jeune Europe mit der Albenausgabe. 1980 fasste Jonas die Kurzgeschichten in einem Album zusammen. Innerhalb der Reihe Phylactère veröffentlichte Lombard 1982 eine Gesamtausgabe.
Die deutsche Erstausgabe stammte von Koralle und erfolgte 1974 in Zack Parade. ComicArt brachte 1988 die Gesamtausgabe in der Reihe Die grossen Abenteuer Comics heraus.